# Claude Delay
Pour les articles homonymes, voir Delay.
Claude Delay, née le 22 décembre 1934 à Neuilly-sur-Seine, est une écrivaine et une psychanalyste française. 

## Biographie
Elle est l'auteur de plusieurs biographies consacrées à Coco Chanel, à la poétesse russe Marina Tsvetaïeva et aux frères Alberto et Diego Giacometti. Petite-fille du chirurgien et homme politique Maurice Delay, elle est la fille du professeur Jean Delay et la sœur de la romancière Florence Delay, académicienne.
Claude Delay a publié certains de ses textes sous le nom de Claude Baillén (première version de Chanel solitaire en 1971) ou de Claude Delay-Tubiana, du nom de son époux le professeur Raoul Tubiana, chirurgien de la main.

## Œuvres

### Romans et souvenirs
- Paradis noir, Gallimard
- Le Hammam, Gallimard, prix Lucien Tisserant[1]
- Roger la grenouille,  Jean-Jacques Pauvert
- Les ouragans sont lents, éd. des Femmes
- Passage des Singes, éd. des Femmes, prix littéraire de Trente Millions d'amis

### Biographies
- Chanel solitaire, Gallimard, 1983 ; J'ai Lu, 2001
- Marina Tsvetaïeva, Une ferveur tragique, Plon, 1997, prix Anna de Noailles de l'Académie française
- Giacometti, Alberto et Diego, L'histoire cachée, Fayard, 2007
- Zao Wou-Ki, Couleurs et mots, recueil d'entretiens de Zao Wou-Ki avec plusieurs auteurs, Le Cherche-Midi, 1998
- Marilyn Monroe, la cicatrice, Fayard, 2013